# 格奥尔基·弗拉基米罗维奇·伊万诺夫
格奥尔基·弗拉基米罗维奇·伊万诺夫 (俄语：Гео́ргий Влади́мирович Ива́нов，1894年11月10日—1958年8月26日）是1930年代至1950年代一位俄羅斯僑民诗人和散文家。
格奥尔基·伊万诺夫是银行家的儿子。他很早就开始写诗。17岁時出版了第一本诗集《基弗吕岛朝圣》（Отплытье на о. Цитеру，1912，书名取自法国画家让-安托万·华托的一幅畫作）。1921年伊万诺夫流亡西方，继续从事诗歌创作，並为许多杂志撰稿。1931年在巴黎出版的《玫瑰》（Розы）。